# Pentru patrie
Pentru patrie es una película histórica rumana.
El film se realizó con motivo del centenario de la proclamación de la independencia de Rumanía. El tema se centra en las batallas de la Guerra de la Independencia.
La película sigue en paralelo dos acciones íntimamente relacionadas: las decisiones políticas y militares durante la Guerra de la Independencia y la actividad de un destacamento de soldados.

## Resumen
El 9 de mayo de 1877, durante una sesión de la Asamblea Nacional, los diputados votaron a favor de romper los lazos con el Imperio Otomano y el ministro de Relaciones Exteriores Mihail Kogălniceanu ( George Constantin ) proclamó la independencia de Rumania. La multitud frente al palacio recibió esta noticia con vítores y comenzó a cantar ¡ Despertad, rumanos! En los días siguientes, el enviado otomano Mehmet Ali (Ion Marinescu ) hizo un intento de evitar romper las relaciones entre los dos estados, afirmando que los otomanos reconocerían la independencia de facto, pero no de jure, para evitar que los otros estados ocupados por Turquía exigieran lo mismo. Kogălniceanu rechazó esta oferta.
Declarándose el estado de guerra entre Rumanía y Turquía, se moviliza a los hombres que habían estado en el ejército y tenían menos de  45 años, y a los demás que querían se les dio la oportunidad de ir al frente como voluntarios. Entre los que se movilizaron estaban el segundo teniente Spiroiu (Horațiu Mălăele), el sargento Ion Ciucă (Emil Hossu) de Gorj y el sargento Constantin Țurcanu (George Mihăiță ) de Vaslui, y entre los voluntarios estaban Coriolanus Brad (Cristian Șofron), que vino de Transilvania para este propósito, Niță Ion (Ovi diu moldavo ), registrado como voluntario para escapar de una deuda con el boyardo Gogu Rahovany (Valentin Ellos pagaron), Ioana Ciucă (Ileana Popovici), la hermana del sargento Ciucă, que se negó a quedarse sola en casa y fingió ser un niño (Grigore Ciucă) para estar con su hermano, o Eleonora Maria Cerchez (Adina Popescu), hija del coronel Mihail Cristodulo Cerchez (Mircea Albulescu), que se convirtió en enfermera .
El ejército rumano se concentra a lo largo del Danubio, al principio contento sólo con tomar represalias contra el fuego de artillería turca de Vidin. Tras una escaramuza entre los soldados de Olten y los soEl 9 de mayo de 1877, durante una sesión de la Asamblea Nacional, los diputados votaron a favor de romper los lazos con el Imperio Otomano y el ministro de Relaciones Exteriores Mihail Kogălniceanu (George Constantin) proclamó la independencia de Rumania. La multitud frente al palacio recibió esta noticia con vítores y comenzó a cantar ¡ Despertad, rumanos! . En los días siguientes, el enviado otomano Mehmet Ali (Ion Marinescu) hizo un intento de evitar romper las relaciones entre los dos estados, afirmando que los otomanos reconocerían la independencia de facto, pero no de jure, para evitar que los otros estados ocupados por Turquía exigieran lo mismo. Kogălniceanu rechazó esta oferta.
Declarándose el estado de guerra entre Rumanía y Turquía, se movilizaron hombres que habían estado en el ejército y tenían hasta 45 años, y a los demás que querían se les dio la oportunidad de ir al frente como voluntarios. Entre los que se movilizaron estaban el segundo teniente Spiroiu (Horațiu Mălăele), el sargento Ion Ciucă (Emil Hossu) de Gorj y el sargento Constantin Țurcanu (George Mihăiță) de Vaslui, y entre los voluntarios estaban Coriolanus Brad (Cristian Șofron), que vino de Transilvania para este propósito, Niță Ion (Ovi diu moldavo), registrado como voluntario para escapar de una deuda con el boyardo Gogu Rahovany ( Valentin Ellos pagaron), Ioana Ciucă (Ileana Popovici), la hermana del sargento Ciucă, que se negó a quedarse sola en casa y fingió ser un niño (Grigore Ciucă) para estar con su hermano, o Eleonora Maria Cerchez (Adina Popescu), hija del coronel Mihail Cristodulo Cerchez (Mircea Albulescu), que se convirtió en enfermera .
El ejército rumano se concentra a lo largo del Danubio , al principio contento sólo con tomar represalias contra el fuego de artillería turca de Vidin . Tras una escaramuza entre los soldados de Olten y los soldados moldavos , el general Alexandru Cernat (Amza Pellea) pide al coronel Cerchez, comandante de la 3.ª División de Infantería, que forme un destacamento especial junto a la 3.ª División para incluir a los paracaidistas moldavos y a los infantes . rymen olten El segundo teniente Spiroiu, los sargentos Țurcanu y Ciucă, los cornetas Niță Ion y "Grigore" Ciucă fueron elegidos para formar parte de este destacamento, entre otros.
Después de la derrota del ejército ruso por el ejército turco dirigido por el general Osman Pasha (Ion Dichiseanu), el gran duque Nicolás de Rusia (Cornel Coman) envía un telegrama al gobernante Carol I de Rumania (Sergiu Nicolaescu) pidiendo ayuda del ejército rumano . El gobierno encabezado por Ion C. Brătianu (Emanoil Petruț) propone al gobernante ayudar a las tropas rusas. Carol I recibe del Gran Duque Nicolás el mando del Ejército Occidental frente a Plevna, teniendo bajo su mando varias divisiones rumanas y rusas. El ejército rumano cruza el Danubio sobre un puente de barcos y bombardea Plevna.
A propuesta del Gran Duque Nicolae, el Ejército Occidental atacó el 30 de agosto de 1877 varios reductos turcos (Grivița I, Grivița II, Opanez) ubicados en el camino a Plevna. Como resultado de algunos errores (el general ruso Skobelev inició el ataque antes de la hora programada, otras unidades rusas no entraron en batalla por razones burocráticas, el capitán Rahovany se hizo cargo de un mapa incompleto del campo de batalla frente al reducto de Grivița sin hacer un reconocimiento del mismo), tres ataques de tropas rumanas en el reducto de Grivița fueron repelidos, muriendo en batalla más de 2000 soldados y 53 oficiales, incluido el mayor ul George Șonț u (Iurie Darie) y el capitán Valter Mărăcineanu (Răducu Ițcuș). Insatisfecho, el Príncipe Carol exige un nuevo ataque contra Griviţa y envía al capitán Rahovany al frente. Después de una feroz batalla de bayonetas, la 4.ª División de Infantería logra capturar el reducto de Grivița. Esa noche, las tropas turcas contraatacan y vuelven a ocupar el reducto de Grivița.
El general Alexandru Anghelescu (Alexandru Dobrescu), comandante de la 4.ª División de Infantería, se ofrece a liderar un ataque contra el reducto de Grivița, aunque el general Cernat se opone. El 7 de octubre de 1877, se produjo un ataque rumano en Grivița, pero, sin el apoyo de fuego de artillería, se convirtió en una derrota. Mueren 25 oficiales y más de 1200 soldados. El gobernante ordena la liberación del cargo del general Anghelescu y el teniente. columna. Sergiu Voinescu ( Dem Niculescu ), el jefe de personal de la división. El 21 de octubre, durante una breve tregua para enterrar a los muertos, explotó un proyectil y Coriolanus Brad perdió ambas piernas.
El 7 de noviembre de 1877, el coronel Gheorghe Slăniceanu (Colea Răutu) organizó un ataque contra el reducto de Rahova. Aunque el general Lupu estaba esperando al sur del Danubio con toda una división, Slăniceanu se negó a pedir su cooperación por orgullo. Como resultado de errores tácticos, el ataque falla, los mayores Dimitrie Giurescu, Constantin Ene y Ștefan Mateescu, el capitán Ctin Merișescu, el teniente Radovici, el teniente Pavel Bordeianu, el sargento Ion Ciucă, la corneta Ioana Ciucă y la paramédica Maria Cerchez. El capitán Rahovany recibió un disparo del Mayor Constantin Ene mientras intentaba desertar, el teniente Spiroiu perdió la vista tras la explosión de una metralla. El líder del ataque, lt. columna. George Măldărescu (George Motoi), también herido, ordena la retirada de la tropa muy diezmada y sin municiones. El ataque se reanudó el 9 de noviembre, y esta vez las tropas del general Lupu coordinaron sus acciones con las del coronel Slăniceanu y conquistó el reducto de Rahova.
El ataque a Plevna fue llevado a cabo por la 3ª División de Infantería dirigida por el Coronel Mihail Cerchez. El sitio terminó en diciembre de 1877 cuando Osman Pasha intentó sin éxito romper el sitio y resultó herido. Finalmente, refugiándose en un molino, Osman recibió a la comitiva encabezada por el coronel Mihail Cerchez y aceptó los términos de capitulación ofrecidos por ésta. Tras la capitulación del ejército otomano, Carlos I ordenó un alto el fuego a lo largo de todo el Danubio, y las tropas rusas continuaron su avance hacia Constantinopla . La película termina con el desfile de las tropas de combate rumanas por Bucarest , siendo recibidas por miembros del gobierno y la población local. moldavos, el general Alexandru Cernat (Amza Pellea) le pide al coronel Cerchez, comandante de la 3.ª División de Infantería, que forme un destacamento especial junto a la 3.ª División para incluir a los paracaidistas moldavos y a los infantes . rymen olten El segundo teniente Spiroiu, los sargentos Țurcanu y Ciucă, los cornetas Niță Ion y "Grigore" Ciucă fueron elegidos para formar parte de este destacamento, entre otros.
Después de la derrota del ejército ruso por el ejército turco dirigido por el general Osman Pasha (Ion Dichiseanu), el gran duque Nicolás de Rusia (Cornel Coman) envía un telegrama al gobernante Carol I de Rumania (Sergiu Nicolaescu) pidiendo ayuda del ejército rumano. El gobierno encabezado por Ion C. Brătianu ( Emanoil Petruț) propone al gobernante ayudar a las tropas rusas. Carol I recibe del Gran Duque Nicolás el mando del Ejército Occidental frente a Plevna, teniendo bajo su mando varias divisiones rumanas y rusas. El ejército rumano cruza el Danubio sobre un puente de barcos y bombardea Plevna.
A propuesta del Gran Duque Nicolae, el Ejército Occidental atacó el 30 de agosto de 1877 varios reductos turcos (Grivița I, Grivița II, Opanez) ubicados en el camino a Plevna. Como resultado de algunos errores (el general ruso Skobelev inició el ataque antes de la hora programada, otras unidades rusas no entraron en batalla por razones burocráticas, el capitán Rahovany se hizo cargo de un mapa incompleto del campo de batalla frente al reducto de Grivița sin hacer un reconocimiento del mismo), tres ataques de tropas rumanas en el reducto de Grivița fueron repelidos, muriendo en batalla más de 2000 soldados y 53 oficiales, incluido el mayor ul George Șonț u (Iurie Darie) y el capitán Valter Mărăcineanu ( Răducu Ițcuș). Insatisfecho, el Príncipe Carol exige un nuevo ataque contra Griviţa y envía al capitán Rahovany al frente. Después de una feroz batalla de bayonetas, la 4.ª División de Infantería logra capturar el reducto de Grivița. Esa noche, las tropas turcas contraatacan y vuelven a ocupar el reducto de Grivița.
El general Alexandru Anghelescu (Alexandru Dobrescu), comandante de la 4.ª División de Infantería, se ofrece a liderar un ataque contra el reducto de Grivița, aunque el general Cernat se opone. El 7 de octubre de 1877, se produjo un ataque rumano en Grivița, pero, sin el apoyo de fuego de artillería, se convirtió en una derrota. Mueren 25 oficiales y más de 1200 soldados. El gobernante ordena la liberación del cargo del general Anghelescu y el teniente. columna. Sergiu Voinescu (Dem Niculescu), el jefe de personal de la división. El 21 de octubre, durante una breve tregua para enterrar a los muertos, explotó un proyectil y Coriolanus Brad perdió ambas piernas.
El 7 de noviembre de 1877, el coronel Gheorghe Slăniceanu (Colea Răutu) organizó un ataque contra el reducto de Rahova. Aunque el general Lupu estaba esperando al sur del Danubio con toda una división, Slăniceanu se negó a pedir su cooperación por orgullo. Como resultado de errores tácticos, el ataque falla, los mayores Dimitrie Giurescu, Constantin Ene y Ștefan Mateescu, el Capitán Ctin Merișescu, el teniente Radovici, el teniente Pavel Bordeianu, el sargento Ion Ciucă, la corneta Ioana Ciucă y la paramédica Maria Cerchez. El capitán Rahovany recibió un disparo del mayor Constantin Ene mientras intentaba desertar, el teniente Spiroiu perdió la vista tras la explosión de una metralla. El líder del ataque, lt. columna. George Măldărescu ( George Motoi), también herido, ordena la retirada de la tropa muy diezmada y sin municiones. El ataque se reanudó el 9 de noviembre, y esta vez las tropas gen. Lupu coordinó sus acciones con las de la col. Slăniceanu y conquistó el reducto de Rahova.
El ataque a Plevna fue llevado a cabo por la 3ª División de Infantería dirigida por el coronel Mihail Cerchez. El sitio terminó en diciembre de 1877 cuando Osman Pasha intentó sin éxito romper el sitio y resultó herido. Finalmente, refugiándose en un molino, Osman recibió a la comitiva encabezada por el coronel Mihail Cerchez y aceptó los términos de capitulación ofrecidos por ésta. Tras la capitulación del ejército otomano, Carlos I ordenó un alto el fuego a lo largo de todo el Danubio, y las tropas rusas continuaron su avance hacia Constantinopla . La película termina con el desfile de las tropas de combate rumanas por Bucarest , siendo recibidas por miembros del gobierno y la población local.

## producción
Los productores de la película viajaron entre julio y noviembre de 1976 a la URSS, Checoslovaquia y Hungría para alquilar el vestuario. Se instaló un set de filmación de 25,3 ha en la comuna de Crângurile en el condado de Dâmbovița,  Tuvieron lugar una serie de discusiones y estalló un conflicto entre el guionista y el secretario del partido.por e guion fina  
. El presupuesto de la película se fijó en 21 millones de lei.
La película entró en producción el 22 de enero de 1977 .El rodaje comenzó el 23 de julio de 1977 y duró 59 días, finalizando el 18 de noviembre de 1977. Fue filmado en Bucarest y luego en el condado de Constanța . S. Los gastos de producción ascendieron a 24.766.000 lei. 
Pentru patrie se realizó en los estudios del Centro de Producción de Cine de Bucarest, 

## Recepción
El estreno de la película tuvo lugar el 8 de mayo de 1978. La película Pentru patrie fue un éxito de público en los cines de Rumania, siendo vista por 2.885.992 espectadores, 
En 1978, el director Sergiu Nicolaescu recibió el premio de dirección de la Asociación de Cineastas Rumanos (ACIN) por la película Pentru Patrie
.

## notas
1. ↑  Elena Saulea, op. cit., p. 60.

## enlaces externos
- Pentru patrie en Internet Movie Database (en inglés).
- Pentru patrie (film) la CineMagia
- Site-ul regizorului Sergiu Nicolaescu — secțiunea Pentru Patrie

- Datos: Q12737769